# BRI-400
BRI-400 – hiszpańska bomba odłamkowo-burząca wagomiaru 400 kg.